# Haus der Ziegel
Koordinaten: 37° 33′ 4″ N, 22° 43′ 5″ O

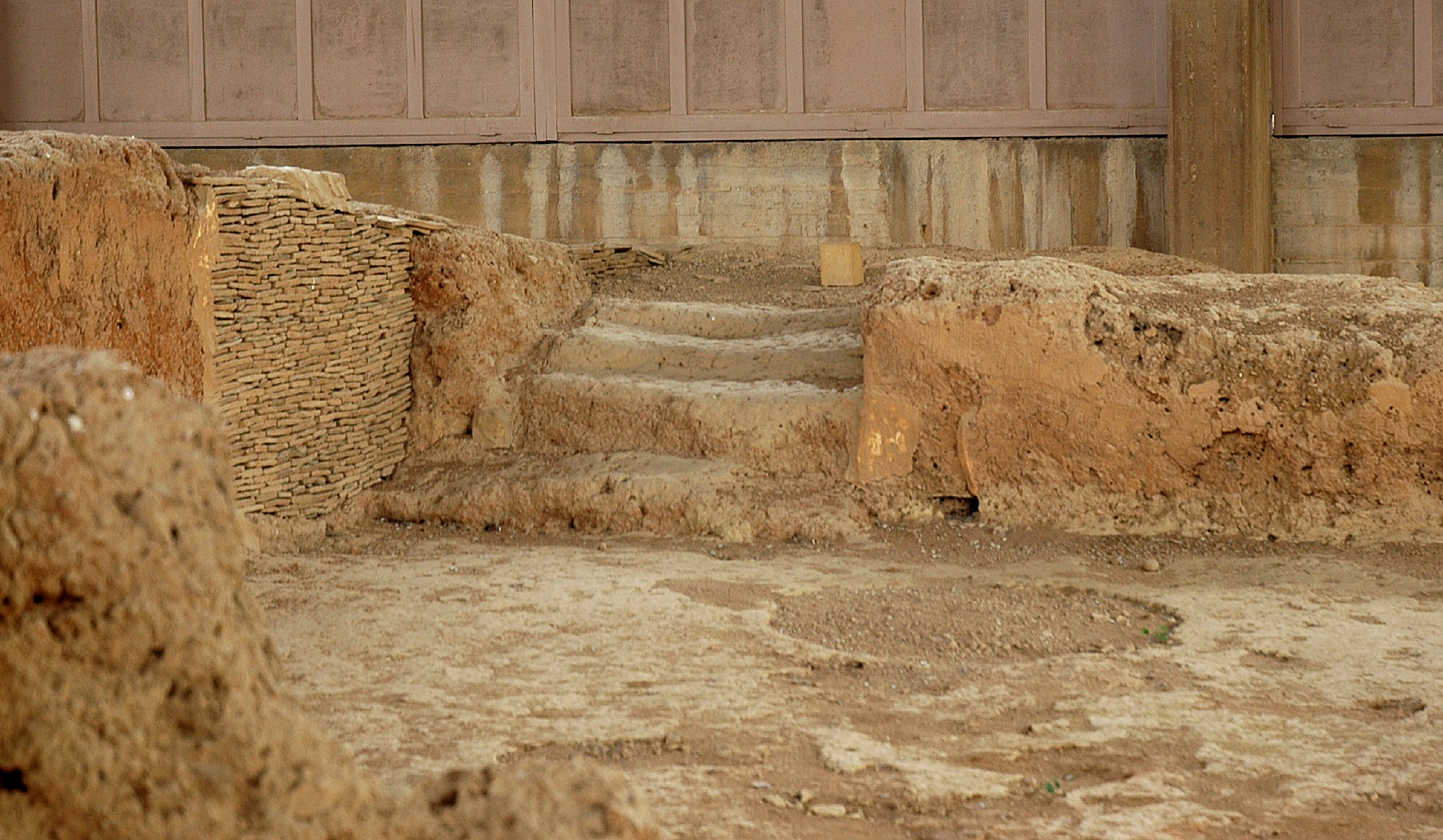
Reste der Treppe

Das Haus der Ziegel ist eine archäologische Stätte aus dem Frühhelladikum (= frühe Bronzezeit des griechischen Festlands) am südöstlichen Ortsrand von Lerna (Griechenland). Sie befindet sich heute unter einem Schutzdach und ist der Öffentlichkeit zugänglich.
Das Gebäude Haus der Ziegel wies besondere architektonische Merkmale auf, wie ein aus gebrannten Ziegeln bestehendes Dach, das namensgebend war. Der Bau gehört zum Typus des sogenannten Korridorhauses.
Das Gebäude wird in das Frühhelladikum II (2500–2200 v. Chr.) datiert und als Palast oder Verwaltungszentrum angesehen, wobei auch eine Funktion als Gemeindehaus vermutet wurde. Der genaue Verwendungszweck bleibt aufgrund eines Mangels an Kleinfunden unklar. Im Haus wurde jedoch eine ziemlich große Anzahl an Siegeln gefunden.
Das Haus der Ziegel besaß einige Merkmale hohen technischen Standards, darunter eine auf die zweite Etage führende Treppe sowie ein ziegelgedecktes Dach, das in der klassischen Antike erst ab dem 7. Jahrhundert. v. Chr. in Griechenland verbreitet war, obwohl Ziegeldächer auch im frühhelladischen Akovitika und später in den mykenischen Fundorten Gla und Midea nachgewiesen wurden. An der Stätte gefundener Kulturschutt enthielt tausende von Terrakotta-Ziegeln, die einst das Dach bedeckten. Die Mauern des 'Hauses' wurden mit Lehmziegeln auf einem Steinfundament errichtet.
Radiokarbonmessungen ergaben, dass der Platz im 22. Jh. v. Chr. durch ein Feuer zerstört wurde. Nicht lange danach wurde der Schutt über der Stelle als kleiner Tumulus aufgeschüttet.